# Paolo Vitelli (imprenditore)

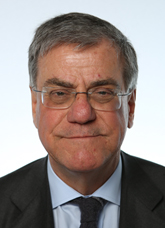
Paolo Vitelli

Paolo Vitelli (Torino, 4 ottobre 1947 – Ayas, 31 dicembre 2024) è stato un imprenditore e politico italiano.

## Biografia
Paolo Vitelli si è laureato in economia e commercio nel 1970, a giugno del 4º anno. Nel 1969, utilizzando i risparmi dei lavori studenteschi, fonda la società Azimut (società), per il commercio e la costruzione di imbarcazioni da diporto. Nei suoi 55 anni di vita la società si è rapidamente e continuamente sviluppata, fino a diventare il primo cantiere al mondo nella produzione di yachts a motore sopra i 24 metri, restando un’azienda privata con un’alta capacità di innovazione e tecnologia.
La crescita è avvenuta quasi integralmente per sviluppo interno e poche acquisizioni; fa eccezione nel 1985 il salvataggio del cantiere Benetti, simbolo dell’eccellenza italiana, il cui nome ha comportato il cambiamento della ragione sociale in Azimut|Benetti. Oggi il Gruppo produce in 6 cantieri – ad Avigliana in Piemonte, Savona in Liguria, Viareggio e Livorno in Toscana, Fano nelle Marche e Itajai in Brasile – imbarcazioni a motore dai 9 ai 110 metri con i marchi Azimut e Benetti. Il valore della produzione è di 1.300 milioni di euro nell’anno nautico 2023-2024, i dipendenti circa 2.500 con un indotto permanente di circa 5.000 persone. Azimut|Benetti vende il 95% della produzione in 70 paesi, attraverso una rete mondiale di concessionari assistiti da uffici diretti dell’azienda.
Paolo Vitelli si è inoltre impegnato in importanti diversificazioni industriali quali la costruzione di moderni porti turistici in Italia a Varazze, Viareggio e Livorno, a Malta sotto la città vecchia di La Valletta, e in Russia a Mosca sul lago Himki. 
Ha anche realizzato una piccola catena di “Hotel de Charme”, restaurando antichi fabbricati a Chamonix in Francia, a Champoluc e a Mascognaz in Valle d’Aosta, per i quali ha ricevuto l’onorificenza regionale “amis de la Vallée d’Aoste”. 
Dal 1974 al 2018 è stato console onorario di Norvegia. 
Dal 1998 al 2006 è stato presidente di Ucina, l’Associazione di Confindustria dell’industria nautica italiana. In questo periodo ha dato grande impulso allo sviluppo del comparto promuovendo l’introduzione della legge n. 172/2003, l’approvazione del leasing nautico e di altri provvedimenti che hanno contribuito al successo della nautica. 
Nel 2004 è stato insignito della laurea honoris causa in ingegneria meccanica dal Politecnico di Torino. Ha ricevuto il premio “Campioni della crescita” assegnato da Confindustria quale migliore azienda italiana nel quinquennio 2001-2006 per crescita, innovazione e internazionalizzazione. 
Da marzo 2013 a settembre 2015 è stato deputato della Repubblica, eletto nella Lista Scelta Civica con Monti per l’Italia; è stato membro del Comitato per la Sicurezza della Repubblica (COPASIR) e delle Commissioni Trasporti e Finanza.
Vitelli è morto il 31 dicembre 2024, a 77 anni, a causa di una caduta nella casa di famiglia ad Ayas, presso Champoluc, in Valle d'Aosta.

## Il Gruppo Azimut|Benetti
“Costruire la barca più bella, affidabile, tecnologica, innovativa e assisterla sempre e ovunque è la nostra missione.”
Paolo Vitelli
Azimut-Benetti è il più grande produttore al mondo di imbarcazioni da diporto a motore. Fondato nel 1969 da Paolo Vitelli, tuttora azionista di maggioranza, il Gruppo è sinonimo di creatività, innovazione, indipendenza e sviluppo sostenibile. Sulla base di questi principi, con i suoi quattro brand – Azimut, Benetti, Lusben e Yachtique – realizza yacht capaci di interpretare lo spirito di armatori di ogni età, identità e cultura . 
Dal 2023 il Gruppo è guidato dalla figlia Giovanna Vitelli che ha assunto la Presidenza succedendo al padre dopo un lungo periodo di attività in azienda dedicato soprattutto al prodotto.
In linea con la filosofia introdotta da Paolo Vitelli fin dalla fondazione dell’azienda, il Gruppo persegue un business model volto a creare prodotti unici di altissima qualità, versatili e in costante evoluzione, ma allo stesso tempo fedeli all’heritage dei suoi marchi, ormai sinonimo di nautica nel mondo. Con ricavi di 1.300 milioni di euro per il 2023-2024, Azimut|Benetti Group è presente in oltre 80 paesi nel mondo con una rete di 138 show-room di vendita, a cui si aggiunge un articolato network di centri di assistenza tecnica, in linea con una cultura aziendale che mette al centro di ogni azione e decisione la soddisfazione del cliente. 
Il Gruppo comprende gli affermati marchi Azimut (società) e Benetti, ognuno dedicato a un differente segmento di mercato.
Azimut è il marchio del Gruppo Azimut|Benetti specializzato nella produzione di motoryacht dai 13 ai 44 metri, organizzati in sette Serie: Verve (due modelli di 42 e 47 piedi), Atlantis (tra i 45 e i 51 piedi), Magellano (con modelli di 60 e 66 piedi, 25 e 30 metri), Fly (con imbarcazioni da 16 a 25 metri), S (con modelli fino a 100 piedi), Grande (dai 26 ai 38 metri), Seadeck (la prima Serie ibrida di motoryacht per la famiglia e la più efficiente mai progettata dal Cantiere).
Cantieri Benetti, cantiere con oltre 150 anni storia fondato nel 1873 e specializzato in yacht di lusso, è il brand del Gruppo che progetta una linea di superyacht in composito dai 34 metri ai 44 metri e megayacht in acciaio da 37 a più di 100 metri: Benetti CLASS (3 modelli realizzati in vetroresina: Motopanfilo 37M e Diamond 44M e Class 44M), Benetti B.YOND (categoria Voyager dal sistema ibrido e dalla eccezionale vivibilità di bordo sia nelle brevi sia nelle lunghe percorrenze), Benetti OASIS (due modelli Oasis 40 e Oasis 34M), Benetti B.NOW (composta da quattro modelli con lunghezza di 50, 60, 67 e 72 metri)), Benetti B.CENTURY (quattro modelli 55M, 62M, 68M, 75M), Benetti CUSTOM (yacht da 48 a oltre 100 metri), Oasis Deck® (sei modelli Oasis 40M, Oasis 34M e i B.Now 50M, 60M, 67M e 72M). 
Del Gruppo fanno parte anche Lusben, società che offre agli armatori servizi di Refit & Repair attraverso centri di assistenza tecnica all’avanguardia a Varazze, Viareggio e Livorno, e Yachtique, la divisione dedicata alla progettazione degli interni, che si spinge fino a definire tutti gli accessori tessili, gli allestimenti floreali e le opere d’arte.
Il Gruppo Azimut|Benetti impiega circa 2.500 dipendenti diretti, opera e produce in sei cantieri, cinque dei quali in Italia, per una superficie totale complessiva di oltre 500.000 mq. Oltre ad Avigliana (TO) dove ha sede anche il quartier generale, Azimut|Benetti costruisce le proprie imbarcazioni a Viareggio, Livorno, Fano, Savona e nello stato di Santa Catarina nel Sud del Brasile, esclusivamente per il mercato locale.
Oltre ai dipendenti diretti, per la realizzazione dei propri prodotti, il Gruppo coinvolge un indotto di almeno pari dimensioni: sono infatti circa 150 le aziende, nel 95% dei casi PMI italiane, che contribuiscono quotidianamente alla costruzione delle imbarcazioni a marchio Azimut e Benetti.
Le attività di Ricerca e Sviluppo rappresentano un’ulteriore eccellenza del Gruppo in particolare per i risultati conseguiti nel ridurre le emissioni di CO2. L’azienda ha definito un piano di sostenibilità che sottolinea come la responsabilità ambientale sia sempre più parte integrante del modello di business, focalizzandosi su obiettivi di riduzione delle emissioni anche attraverso uno studio sulle forme delle carene, l’utilizzo diffuso di materiali sostenibili e dal ridotto impatto ecologico (come vernici antivegetative e colle per acqua atossiche), la scelta di propulsioni innovative. Dall’estate 2023 il Gruppo Azimut-Benetti ha introdotto HVOlution un biocarburante prodotto da materie prime rinnovabili per sostituire il combustibile a base fossile attualmente utilizzato per i test tecnici dei nuovi yacht, le prove in mare e la movimentazione dei prototipi. La naturale inclinazione alla protezione del pianeta si estende anche alle persone: il Gruppo è, infatti, focalizzato sulla promozione della salute e della sicurezza al fine di tutelare dipendenti, clienti e chiunque entri nella sfera di influenza aziendale.
Fedele alla filosofia impostata da Paolo Vitelli fin dalla fondazione dell’Azienda, il Gruppo ancora oggi basa le proprie scelte strategiche su alcuni valori imprescindibili: la continua ricerca e innovazione di prodotto e processo, la presenza capillare su tutti i mercati e il rispetto dell’italianità dei propri prodotti, consapevole che il Made in Italy è un fondamentale valore aggiunto che rende i prodotti Azimut | Benetti unici, inimitabili e così apprezzati nel mondo.

## Riconoscimenti e premi
- 2015 – Boat Builder Awards al Mets di Amsterdam: Premio Lifetime Achievement for Business Achievement
- 2017 - Carlo Riva Awards: Premio Career Award[12]
- 2019 - World Yachts Trophies 2019: Premio Outstanding Career[13]
- 2019 - Coautore del libro “Sulla cresta dell’Onda” che ripercorre la storia del marchio da lui fondato e della nautica italiana dagli anni '50